# NGC 6788
NGC 6788 је спирална галаксија у сазвежђу Телескоп која се налази на NGC листи објеката дубоког неба.
Деклинација објекта је - 54° 57' 2" а ректасцензија 19h 26m 49,7s. Привидна величина (магнитуда) објекта NGC 6788 износи 12,1 а фотографска магнитуда 12,9. Налази се на удаљености од 46,057 милиона парсека од Сунца. NGC 6788 је још познат и под ознакама ESO 184-67, AM 1922-550, IRAS 19227-5503, PGC 63214.